# Perispermon
Perispermon Heydrich, 1900  é o nome botânico  de um gênero de algas vermelhas pluricelulares da família Corallinaceae, subfamília Lithophylloideae.
- São algas marinhas encontradas em Papua-Nova Guiné.

## Espécies
Apresenta 1 espécie:
- Perispermon hermaphroditum Heydrich, 1901 (como Perispermum)

= Lithophyllum hermaphroditum (Heydrich) W.J. Woelkerling, 1991